# Albert Coomans de Brachène
Albert Gustave Marie Corneille Hubert Coomans de Brachène (Ukkel, 3 maart 1917 - Schaarbeek, 1 december 2009) was een Belgisch bestuurder en christendemocratisch politicus voor de CVP.

## Levensloop
De jonkheer was een telg uit de familie Coomans de Brachène. Hij behaalde de diploma's 'ingenieur van landbouwindustrieën' en 'ingenieur van waters en bossen' aan de Katholieke Universiteit Leuven. Tijdens de Tweede Wereldoorlog was hij lid van het Geheim Leger (Bataillon Brumagne) en oorlogsvrijwilliger in het Commandokorps no 10-1A, daarna luitenant in het commandoregiment van het Belgische leger.
Daarnaast was hij korte tijd politiek actief. In 1947 volgde hij zijn vader Oscar-Eugène op als burgemeester van Aarschot. Bij zijn aantreden op 30-jarige leeftijd was hij een van de jongste burgemeesters van het land. In 1950 gaf hij de burgemeesterssjerp door aan partijgenoot Jan Van Nuffelen.
Van 1950 tot 1959 verbleef hij in Belgisch-Congo als directeur-generaal van FORESCOM te Nioki (Mai-Ndombe). Na zijn terugkeer in België werkte hij van 1960 tot 1969 voor het familiebedrijf Brouwerij Tielemans te Aarschot en van 1969 tot 1973 voor Terrebois VN. Van 1971 tot 1985 was hij secretaris van de Koninklijke Belgische Bosbouwmaatschappij en van 1990 tot 1997 lid van de raad van beheer. Hij was actief betrokken bij de oprichting van de coöperatieve bosbouwvennootschappen SOCOFOR in 1973, Samkempen in 1978, en de associatie SOCOFOR-Samkempen in 1995, alsook van het Syndicaat van Boseigenaars en Houtproducenten van Vlaanderen in 1990. 
In 1959 huwde hij de dochter van baron André Terlinden, met wie hij drie zoons kreeg, onder wie Thomas.